# Загребський холдинг
Загребський холдинг (хорв. Zagrebački holding d.o.o.) — муніципальне підприємство у столиці Хорватії Загребі, у 100-відсотковій власності міста. Засноване 2006 року згідно з Законом про господарські товариства. Унікальне господарське товариство Хорватії за кількістю і видом послуг, які надає. Головне завдання Загребського холдингу — дієво та повсякчасно виконувати суспільні послуги у місті Загреб із максимальним урахуванням потреб охорони довкілля та інтересів місцевої громади.

## Історія
Історія послуг, які надає Загребський холдинг, сягає 2-ї половини ХІХ століття, коли в Загребі було створено перші комунальні підприємства. Становище комунальної інфраструктури є найважливішим показником розвитку в будь-якому місті, а стан комунальних справ Загреба свідчить про те, що місто належить до числа європейських столиць вже більш ніж 100 років.
Перше в Загребі комунальне підприємство було засновано 1862 року під назвою «Плінара» (газовня). Інші комунальні підприємства Загреба виникли в 1-й половині ХХ сторіччя. Швидкий ріст міста і міської інфраструктури та стрімке зростання чисельності населення спонукали міську владу створити інші комунальні або муніципальні підприємства.
2006 року шляхом передачі акцій 21 підприємства, власником яких раніше було місто Загреб, фірмі «Gradsko komunalno gospodarstvo d.o.o.» (укр. Міське комунальне господарство д. о. о.), остання перебрала на себе роль холдингової компанії, а 2007 року змінила назву на «Загребський холдинг д. о. о.». У наступні роки «Загребський холдинг» пережив іще кілька змін статусу, перетворившись на компанію, що складається з пов'язаних фірм та установ, які й утворюють холдинг, а той, своєю чергою, разом із 14 філіями, 8 пов'язаними фірмами та 1 установою утворює холдингову групу, яка розпоряджається майже всією загребською надземною і підземною інфраструктурою.

## Види діяльності
Холдинг насамперед займається наданням у місті Загреб суспільних послуг у таких сферах:
- комунальні послуги
- послуги водопостачання і водовідведення
- аптечна діяльність
- енергетична діяльність з розподілу та постачання газу та виробництва електроенергії з відновлюваних джерел
- ринкова діяльність.

Комунальні послуги, серед іншого, включають регулярне обслуговування 114 га зелених насаджень, 2589 км доріг місцевого значення, щоденне прибирання та обслуговування місць громадського користування, обслуговування міської каналізації (в т. ч. спорудження зливостоків), утримання 28 кладовищ і крематоріїв, а також зон громадського користування, закритих для вуличного руху. До кола діяльності холдингу входять і послуги автовокзалу, громадських базарів, послуги паркування в громадських місцях і на платних стоянках або в громадських гаражах, розподільчі телекомунікаційні мережі та інші послуги комунальної інфраструктури міста Загреб. Підприємство також обслуговує громадські переходи, тунелі, фонтани та громадські туалети, а також обслуговує один із символів Загреба — Грицьку гармату.
Ринкові послуги включають управління та обслуговування будівель і спортивних споруд, будівництво і продаж квартир, видавничу і виставкову діяльність, організацію подорожей та відпочинку дітей і молоді, послуги громадського харчування і туризму, логістику, зберігання вантажів, паркування вантажних транспортних засобів і послуги Загребської вільної зони, зовнішню рекламу та послуги оптового ринку. Ринкова діяльність також включає управління відходами, збір відходів від фізичних осіб (домогосподарств) та технічне обслуговування, охорону, упорядкування, реконструкцію і розвиток регіональних і місцевих доріг та інших зон громадського транспорту.
Послуги з водопостачання і водовідведення охоплюють збір, очищення та розподіл води, послуги з водовідведення та будівництво і техобслуговування мереж водопостачання і водовідведення.
У складі холдингу є фірми з енергетичного обслуговування: вони пропонують послуги з розподілу газу та виробництва енергії з відновлюваних джерел.
Спеціальна діяльність — це виробництво і розповсюдження фармацевтичних препаратів, дитячого харчування, косметики, інші засоби догляду за здоров'ям. У межах цієї діяльності працюють галенові та аналітичні лабораторії.

## Місія
Ефективно надавати комунальні та інші послуги, використовуючи відповідальні методи ведення корпоративного бізнесу.

## Бачення
Стати синонімом комфортного, організованого та здорового життя в Загребі, прикладом досконалості надання державних послуг та ініціатором, пропагандистом і носієм розвитку бізнесу в Загребі та Хорватії.

## Структурні підрозділи та дочірні підприємства[4]
- AGM
- Арена Загреб
- Загребський автовокзал
- Centar Ltd.
- Čistoća